# Hana Jiříčková
Hana Jiříčková (13. červen 1991, Brno, Československo) je česká supermodelka a vítězka Kenvelo Elite Model Look Czech Republic 2007. V současnosti je jedna z nejžádanějších modelek světa.

## Život
Hana Jiříčková pochází z Brna, kde studovala Střední uměleckoprůmyslovou školu textilní. Zajímá se o malbu.[zdroj?]
Žila v Paříži, kde se i provdala za francouzského podnikatele z módní branže. Nyní[kdy?] žije s manželem Marcem v New Yorku.

### Kariéra
V 16 letech se zúčastnila soutěže Kenvelo Elite Model Look a stala se českou vítězkou. Poté Česko reprezentovala na světovém finále 24. ročníku soutěže Elite Model Look International 2007, který se konal 21. dubna 2008 v Obecním domě v Praze, kde se umístila na 3. místě.[zdroj?]
Objevila se na titulní straně portugalské, mexické, Thajské a ukrajinské edice prestižního magazínu Vogue a pětkrát za sebou fotila pro francouzskou edici magazínu Vogue. Dále se objevila také na titulní straně časopisu Russh. Nafotila kampaně Max Mara a Tommy Hilfiger.[zdroj?]
Pózovala pro Elle, Vogue a Marie Claire, nafotila kampaň pro Victoria's Secret. Pracovala s fotografy Patrickem Demarchelierem nebo Peterem Lindbergem.
Je přirovnávána k mladé Daniele Peštové nebo ke Kate Moss.[zdroj?]